# Pont de Miribel
Le pont de Miribel ou passerelle de Miribel ou pont de l'Île, est un pont situé à Miribel, dans l'Ain, en France, anciennement routier permettant la jonction entre le centre-ville de Miribel (rue du pont de l'Île) situé au nord du canal de Miribel avec le Parc de Miribel-Jonage (chemin de l'Île).
Outre le canal de Miribel, le pont franchit la route jouxtant le canal ainsi que la Ligne ferroviaire de Lyon-Perrache à Genève. 
Hors autoroutes et voies ferrées, ce pont constituait l'unique franchissement routier du canal de Miribel, entre le pont de Jons et Vaulx-en-Velin. 
Depuis le 1er décembre 2022, le pont était fermé à la circulation (hors piétons et vélos) pour des raisons de sécurité. Depuis le 3 juillet 2023, il est définitivement fermé aux voitures.

## Histoire

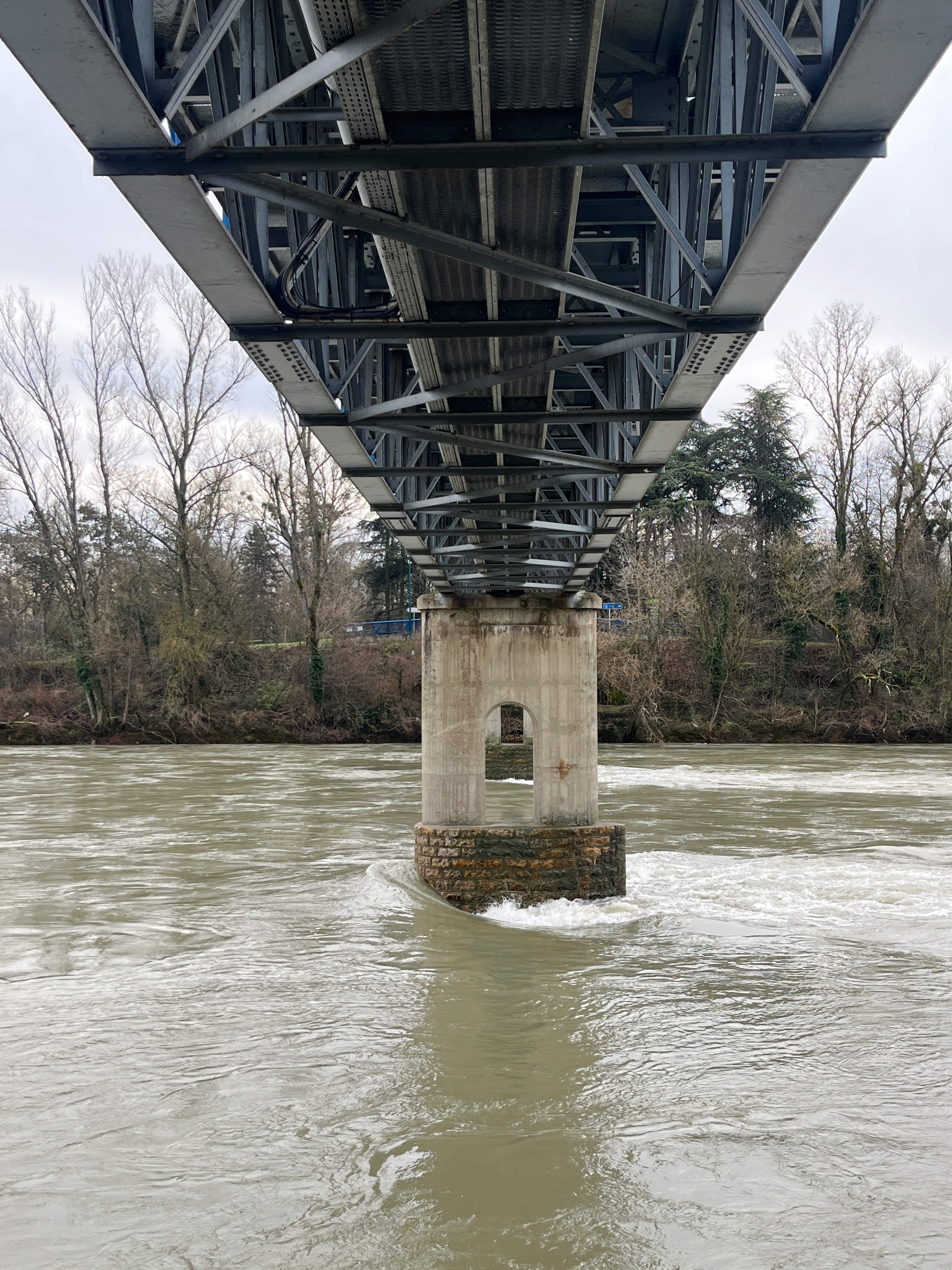
Vue du pilier nord et du Rhône en janvier 2024.

La construction du pont a débuté en 1939. Il consiste en un tablier en béton, reposant sur deux piles. Mis en service en juillet 1941, il était destiné à suppléer l'utilisation des bacs à traille pour la traversée du canal  de Miribel. L'un des bacs se trouvait à Miribel (à proximité du centre aéré Le Cabanon), l'autre à Neyron (où les piliers sont d'ailleurs toujours en place). L'essentiel du coût de la construction a été supporté par la Société Lyonnaise des Forces Motrices du Rhône. Le montant restant a été réparti entre les communes de Miribel et Neyron selon une répartition deux-tiers / un-tiers. 

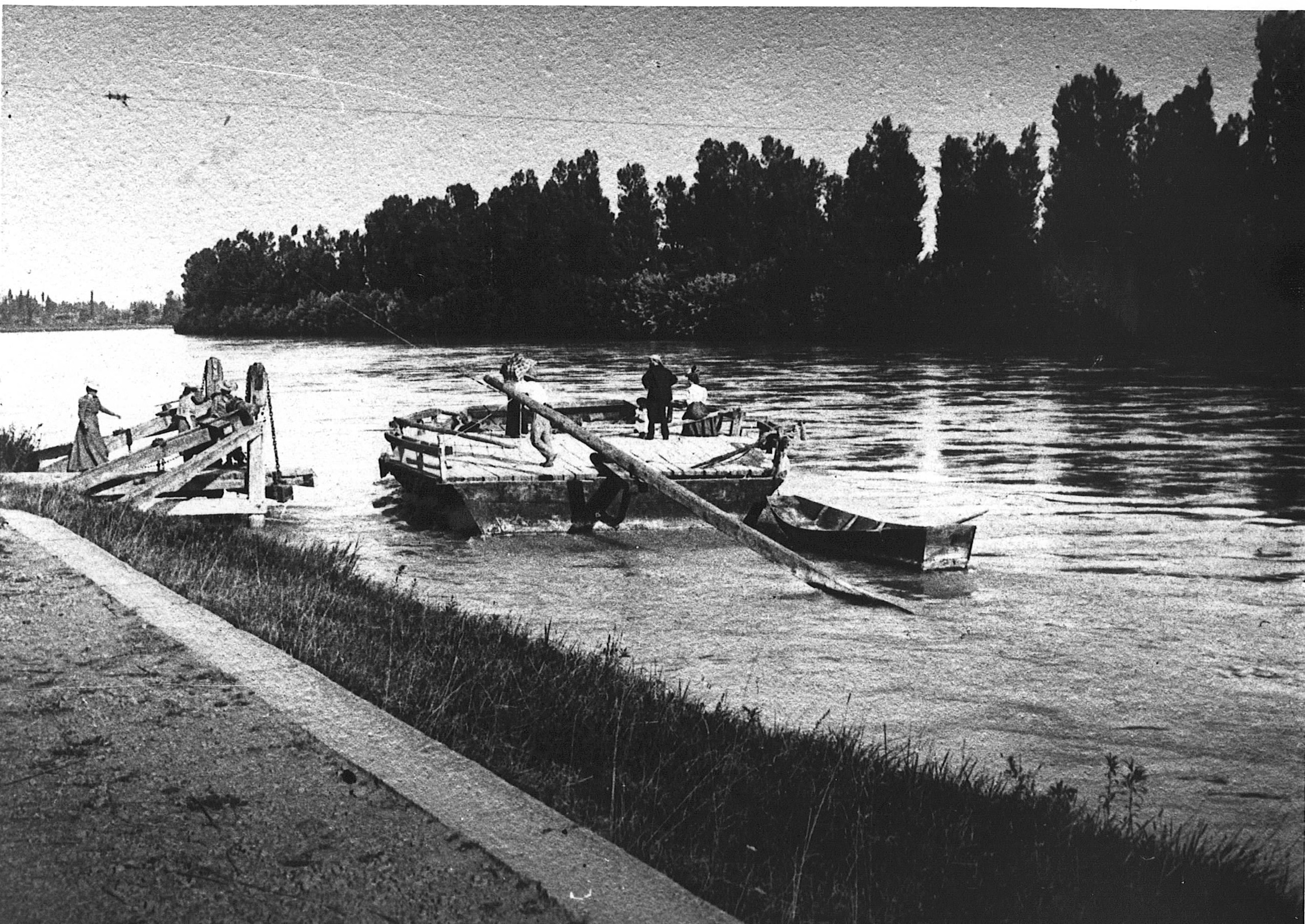
Exemple de bac à traille destiné à la traversée  du canal de Miribel dans les années 1910 à Miribel.
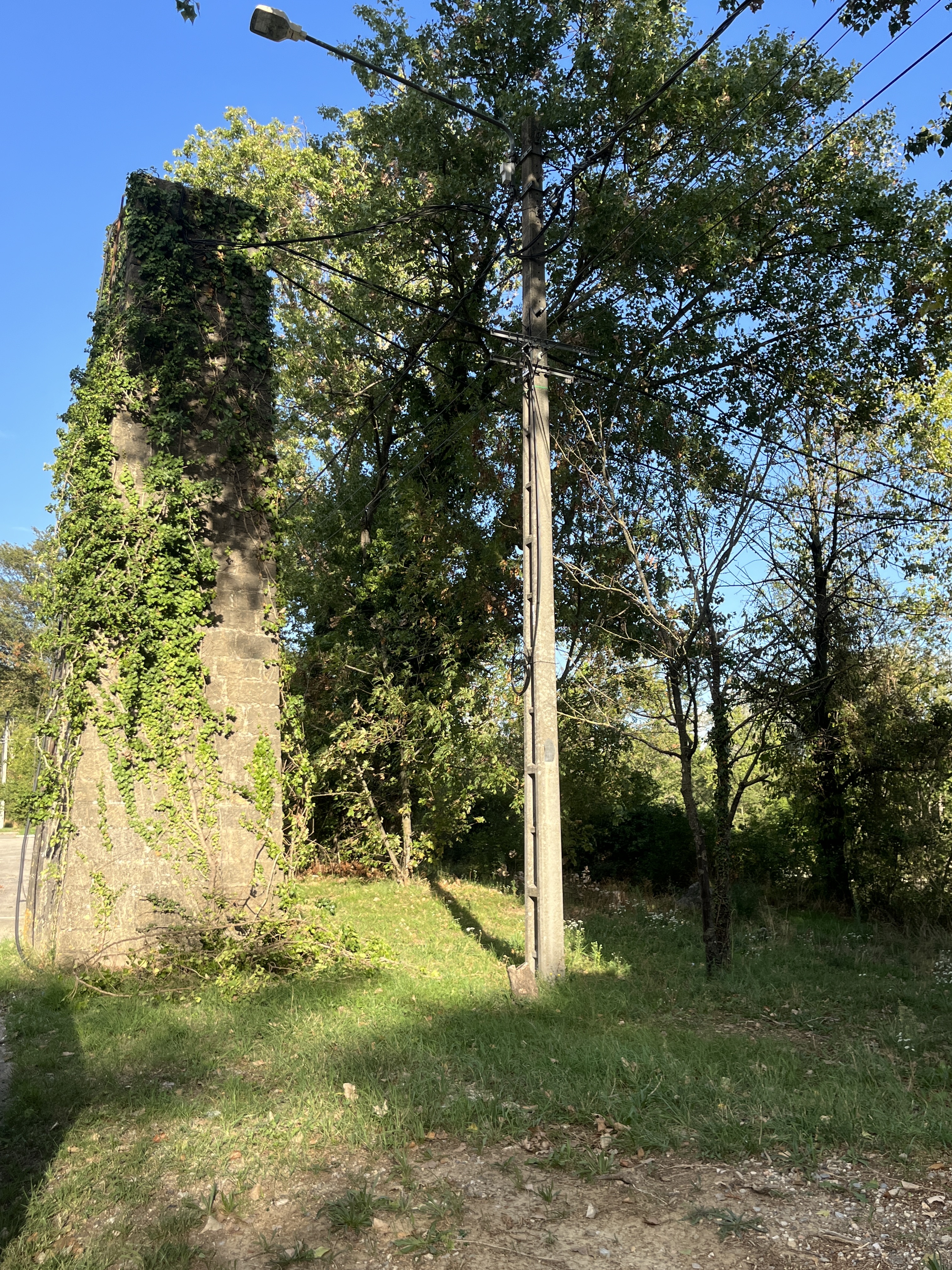
Pilier Nord de la traille de Neyron.

Ce pont routier était à sens unique. Il est muni de deux trottoirs de part et d'autre de la voie. Dans le cadre du projet d'aménagement du Grand Lyon, l'Anneau Bleu, l'ouvrage a fait l'objet dans les années 2000 de travaux de réfection expliquant sa fermeture temporaire. En septembre 2013, le pont est fermé pendant près d'un mois pour travaux et pour permettre l'installation de la vidéo-surveillance. Depuis le 3 juillet 2023, il est définitivement fermé aux voitures.